# Америчка хорор прича: Хотел
Америчка хорор прича: Хотел (енгл. American Horror Story: Hotel) је пета сезона америчке FX хорор-антологијске телевизијске серије Америчка хорор прича чији су творци Рајан Мерфи и Бред Фелчак. Премијера је била 7. октобра 2015. године и завршила се 13. јануара 2016. године. Серија је обновљена за пету сезону у октобру 2014. године, са називом Хотел који је најављен у фебруару 2015. године. Чланови глумачке екипе који се враћају из претходних сезона серије су: Кети Бејтс, Сара Полсон, Еван Питерс, Вес Бентли, Мет Бомер, Клои Севини, Денис О’Хер, Анџела Басет, Мер Винингем, Кристин Естабрук, Фин Витрок, Лили Рејб, Ентони Рувијвар, Џон Керол Линч, Мет Рос и Габореј Сидибе, заједно са новим члановима које чине Лејди Гага и Шајен Џексон. Избијање из антолошког формата, као Циркус наказа, сезона је међусобно повезана са првом и трећом сезоном. Хотел означава прву сезону у којој не глуме носиоци серије Џесика Ланг и Френсис Конрој.
Радња се центририа око мистериозног хотела Кортез у Лос Анђелесу, који упада у очи неустрашивом детективу за убиства (Бентли). Кортез домаћин је многих узнемирујућих сценарија и паранормалних догађаја а надзире га њена загонетна матрона, Грофица (Гага), која је крволочни фешниста. Хотел је слабо заснован на стварном хотелу саграђеном 1893. године од стране Х. Х. Холмса у Чикагу, други за Светску изложбу 1893. године. Постао је познат као „Замак убиства” који је саграђен за Холмса како би мучио, убијао и располагато доказима као и Кортез. Ова сезона садржи више убиставних претњи, укључујући убицу Десет заповести, серијског преступника који бира своје жртве у складу са библијским учењима; вампирска, самозвана Грофица, коју глуми Лејди Гага; и генија за серијска убиства који је заслужан за конструкцију хотела који је дух и сада живи тамо.
Према творцима Фелчаку и Мерфију, тематски, Хотел је много мрачнији од претходних сезона. Инспирација је дошла из старих хорор филмова о хотелима и правим хотелима у Лос Анђелесу који носе репутацију за грешне догађаје, укључујући Сесил. Циклус такође означава повратак снимању у Лос Анђелесу, где су снимљене прве две сезоне. Хотел садржи један од најекспанзивнијих сетова у историји серије Америчка хорор прича, са продукционим дизајнером Марком Вортингтоном, који је саградио два спрата, заједно са исправним лифтом и степеништем. У јулу 2015. године, FX је покренуо маркиншку кампању за серију, са већином трејлера и тизера који садрже учешће Лејди Гаге. 
Иако је првобитно најављено да ће Хотел садржати тринаест епизода, тај број је касније смањен на дванаест. Сезона је зарадила укупно осам номинација за награду Еми за ударне термине, укључујући две глумачке номинације за Полсонову и Бејтсову. Међутим, први пут сезона серије Америчка хорор прича није номинована за најбољу мини-серију. Такође, Лејди Гага је освојила Златни глобус за најбољу главну глумицу у мини-серији или ТВ филму док је Хотел освојио номинацију за најбољу мини-серију или ТВ филм.

## Епизода
| Бр. еп. (укупно) | Бр. еп. (у сезони) | Наслов                       | Редитељ       | Сценариста                | Премијера          | Прод. код | Гледаност у САД (милиони) |
| ---------------- | ------------------ | ---------------------------- | ------------- | ------------------------- | ------------------ | --------- | ------------------------- |
| 52               | 1                  | Пријављивање                 | Рајан Мерфи   | Рајан Мерфи & Бред Фелчак | 7. октобар 2015.   | 5ATS01    | 5,81                      |
| 53               | 2                  | Опасне игре                  | Бредли Бјукер | Тим Мајнер                | 14. октобар 2015.  | 5ATS02    | 4,06                      |
| 54               | 3                  | Мама                         | Бредли Бјукер | Џејмс Вонг                | 21. октобар 2015.  | 5ATS03    | 3,20                      |
| 55               | 4                  | Ђавоља ноћ                   | Лони Перистер | Џенифер Солт              | 28. октобар 2015.  | 5ATS04    | 3,04                      |
| 56               | 5                  | Собна услуга                 | Мајкл Гој     | Нед Мартел                | 4. новембар 2015.  | 5ATS05    | 2,87                      |
| 57               | 6                  | Соба 33                      | Лони Перистер | Џон Ј. Греј               | 11. новембар 2015. | 5ATS06    | 2,64                      |
| 58               | 7                  | Трептање                     | Мајкл Гој     | Кристал Ли                | 18. новембар 2015. | 5ATS07    | 2,64                      |
| 59               | 8                  | Убица Десет Божјих заповести | Лони Перистер | Рајан Мерфи               | 2. децембар 2015.  | 5ATS08    | 2,31                      |
| 60               | 9                  | Она жели освету              | Мајкл Апендал | Бред Фелчак               | 9. децембар 2015.  | 5ATS09    | 2,14                      |
| 61               | 10                 | Она се свети                 | Бредли Бјукер | Џејмс Вонг                | 16. децембар 2015. | 5ATS10    | 1,85                      |
| 62               | 11                 | Краљевска борба              | Мајкл Апендал | Нед Мартел                | 6. јануар 2016.    | 5ATS11    | 1,84                      |
| 63               | 12                 | Будите наш гост              | Бредли Бјукер | Џон Ј. Греј               | 13. јануар 2016.   | 5ATS12    | 2,24                      |